# Gyllene Tider
Gyllene Tider, grupo de rock sueco de Halmstad, formado en 1977.

## Historia
Los miembros del grupo fueron Per Gessle (voces y guitarra), Mats "MP" Persson (guitarra), Micke "Syd" Andersson (batería), Anders Herrlin (bajista) y Göran Fritzon (teclados). Janne Calrsson también estuvo relacionada con la formación (fue el primer bajista de la banda).
Tras la publicación de cinco discos, la banda acabó disolviéndose en 1985 por disputas entre varios de sus miembros pero, aun así, siguió contando con una gran popularidad entre el público. 
En 1996, luego de editar unas canciones nuevas (con gran repercusión) organizan una gira por todo Suecia a bordo de un tren junto a la banda Wilmer X y Love Olzon. 
En 2004, y con motivo de los 25 años de la creación de este grupo, se organizó un tour denominado "GT25". Fue la gira más grande del año en todo el país y consiguió reunir a un total de 500.000 espectadores. Los puntos a destacar de esta gira fueron, sin lugar a dudads, la celebración de un concierto en Ullevi, donde consiguieron reunir a más de 60.000 personas.
En 2013, después de largos rumores de reunión, la banda anuncia la edición de un nuevo álbum y posterior gira. Dicho álbum sale a la venta a mediados de abril del mismo año bajo el título de Dags att tänka på refrängen. Rápidamente llega al puesto 1 en ventas en todo Suecia.

## Discografía
- 1978 - "Billy"
- 1980 - "Gyllene Tider"
- 1981 - "Moderna Tider"
- 1982 - "Puls"
- 1984 - "The Heartland Café"
- 1991 - "Parkliv"
- 1997 - "Återtåget" (grabado en un concierto de 1996)
- 2004 - "Finn 5 Fel!"
- 2004 - "GT25 Live!"
- 2013 - "Dags att tänka på refrängen"
- 2019 - "Samma Skrot och Korn"

## Recopilatorios
- 1989 - "Instant Hits + Pers Garage"
- 1993 - "Samlade Tider"
- 1995 - "Halmstads Pärlor"
- 1997 - "Ljudet av ett annat hjärta/En samling"
- 1997 - "Återtåget"
- 2000 - "Konstpaus"
- 2004 - "GT25! Samtliga Hits"

## DVD
- 1997 - "Återtåget" (documental televisivo con escenas de conciertos en vivo)
- 2004 - "Karaoke Hits!"
- 2004 - "Parkliv" (concierto y documental de 1981 filmados por Lasse Hallström]
- 2004 - "GT25 Live!" (concierto en Ullevi en 2004, así como imágenes de otros conciertos de la gira de dicho año)